# Равич, Иосиф Соломонович
Иосиф Соломонович Равич (22 октября [4 ноября] 1910, Екатеринбург, Пермская губерния — 18 сентября 1999, Москва) — советский государственный и хозяйственный деятель. Заместитель Министра связи Союза ССР (1963—1987 гг.)

## Биография
Родился в 1910 году в г. Екатеринбурге. Еврей. Член ВКП(б).
Перед войной занимал должность главного инженера Главного управления по строительству сооружений связи («Главстройсвязь»).
В Красной Армии с июля 1941 года.
На фронте командир 770-го отдельного батальона связи.
В 1943 году отозван с фронта и назначен начальник Центрального управления линейно-кабельного хозяйства Наркомата связи СССР.
За 59 лет своей трудовой деятельности Равич прошел путь от подручного монтера, механика на Свердловской телефонной станции до заместителя министра связи СССР.
Лауреат Государственной премии СССР (1985).
Умер в Москве в 1999 году. Похоронен на Донском кладбище.